# Sun Public License
Sun Public License – licencja dla wolnego oprogramowania wydawanego przez firmę Sun Microsystems. Została zaakceptowana przez FSF oraz OSI.
Jest ona wzorowana na licencji Mozilla Public License, została zastąpiona przez Common Development and Distribution License, która także jest wzorowana na licencji MPL.